# John Morley

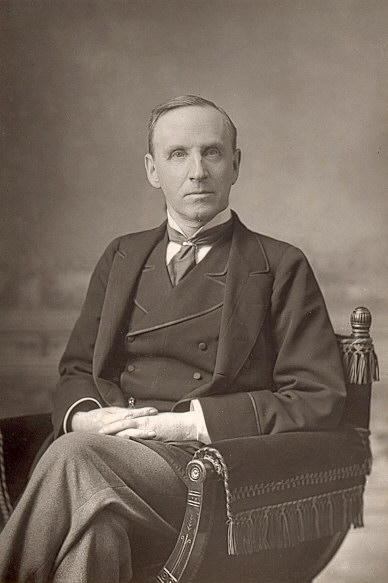
John Morley

John Morley, 1º Visconde Morley de Blackburn, (24 de dezembro de 1838 - 23 de setembro de 1923) foi um estadista liberal britânico, escritor e editor de jornal.

## Carreira
Inicialmente um jornalista no norte da Inglaterra e depois editor do Pall Mall Gazette, de tendência liberal, de 1880 a 1883, foi eleito membro do Parlamento pelo Partido Liberal em 1883. Ele foi secretário-chefe da Irlanda em 1886 e entre 1892 e 1895; Secretário de Estado da Índia entre 1905 e 1910 e novamente em 1911; e Lord President of the Council entre 1910 e 1914. Morley foi um distinto comentarista político e biógrafo de seu herói, William Gladstone. Morley é mais conhecido por seus escritos e por sua "reputação como o último dos grandes liberais do século XIX". Ele se opôs imperialismo e a Segunda Guerra dos Bôeres. Ele apoiou o Home Rule para a Irlanda. Sua oposição à entrada britânica na Primeira Guerra Mundial como aliada da Rússia o levou a deixar o governo em agosto de 1914.

## Publicações
- Edmund Burke: A Historical Study (Londres: Macmillan, 1867).
- Critical Miscellanies (1871. Segundo volume; 1877).
- Voltaire (1871).[4]
- Rousseau (1873).
- The Struggle for National Education (Londres: Chapman & Hall, 1873).
- On Compromise (1874; Chapman & Hall, 2ª edição, revisada, 1877).
- Diderot and the Encyclopaedists (Londres: Chapman & Hall, 1878).
- Burke (London: Macmillan, 1879) (English Men of Letters series).[5]
- The Life of Richard Cobden (1881).[6]
- Aphorisms: An Address Delivered before the Edinburgh Philosophical Institution, November 11, 1887 (Londres: Macmillan, 1887). Wikisource: online.
- Walpole (Londres: Macmillan, 1889) (série Twelve English Statesmen).
- Studies in Literature (Londres: Macmillan, 1891).
- Oliver Cromwell (Nova York: The Century Co., 1900).
- The Life of William Ewart Gladstone (Londres: Macmillan & Co., 1903. 3 vols.).
- Notes on Politics and History (Londres: Macmillan & Co., 1913-14).
- Recollections (Nova York: The Macmillan Company, 1917. 2 vols.). Vol. 1•Vol. 2